# ۱۱۴۵ (قمری)
۱۱۴۵ (قمری)، هزار و صد و چهل و پنجمین سال در گاهشماری هجری قمری است. اول محرم این سال برابر با بیست و چهارم ژوئن سال ۱۷۳۲ میلادی است.